# Marmosops pakaraimae
Marmosops pakaraimae é uma espécie de marsupial da família Didelphidae. Pode ser encontrada na Serra de Pacaraíma na Guiana e áreas adjacentes da Venezuela.